# Ołeksij Majdanewycz
Ołeksij Ołeksandrowycz Majdanewycz, ukr. Олексій Олександрович Майданевич (ur. 18 lipca 1991 w Kijowie) – ukraiński piłkarz, grający na pozycji obrońcy.

## Kariera piłkarska

### Kariera klubowa
Wychowanek klubu Zmina-Obołoń Kijów, barwy którego bronił w juniorskich mistrzostwach Ukrainy (DJuFL). 25 lipca 2009 rozpoczął karierę piłkarską w młodzieżowej drużynie Obołoni Kijów. 22 lipca 2015 został piłkarzem Bukowyny Czerniowce. 12 marca 2016 został piłkarzem Arsenału Kijów. Podczas przerwy zimowej sezonu 2018/19 opuścił kijowski klub. Na początku 2019 przeniósł się do Szewardeni-1906 Tbilisi. 4 lipca 2019 wrócił do Obołoni.

## Sukcesy i odznaczenia

### Sukcesy klubowe
Obołoń-Browar Kijów
- wicemistrz Ukraińskiej Pierwszej Ligi: 2014/15

Arsenał Kijów
- mistrz Ukraińskiej Pierwszej Ligi: 2017/18